# Estádio Fonte Nova
Estádio Fonte Nova, cunoscut și ca Estádio Octávio Mangabeira, a fost un stadion de fotbal inaugurat pe 28 ianuarie 1951 în Salvador, Bahia, Brazilia. Stadionul avea capacitatea maximă de 66.080 de locuri. El era stadionul de casă al cluburilor Esporte Clube Bahia și Esporte Clube Vitória. Numele său oficial este în cistea lui Octávio Cavalcanti Mangabeira, un inginer civil, jurnalist, și fost guvernator al statului Bahia între 1947 și 1954.
După ce o parte din terasele superioare s-au prăbușit în 2007, murind 7 persoane și alte câteva fiind rănite, guvernatorul de Bahia a anunțat demolarea Fonte Nova și construcția unui nou stadion, Arena Fonte Nova, în locul celui vechi.